# Аксарай (станция метро)
Аксарай (тур. Aksaray) — станция линии М1 Стамбульского метрополитена. Открыта 3 сентября 1989 года на участке Aksaray-Kocatepe. До 9 ноября 2014 года была конечной линии. Со станции можно пересесть на линию скоростного трамвая Т1.

## Схема станции
|                     | Путь 2                                                   | ← в сторону станции Atatürk Havalimanı ← в сторону станции Kirazlı |
| Островная платформа |                                                          |                                                                    |
| Путь 1              | в сторону станции Yenikapı → в сторону станции Yenikapı→ |                                                                    |